# Beilun Gymnasium
Beilun Gymnasium è un palazzetto dello sport situato a Ningbo in Cina. Ha una capacità di 8000 spettatori ed ospita eventi sportivi (pallacanestro e pallavolo) e concerti.

## Eventi
La struttura ha ospitato le fasi finali del World Grand Prix di pallavolo del 2007 e del 2010.